# Hidroxid de magneziu
Hidroxidul de magneziu, câteodată numit și lapte de magnezie, este o bază alcătuită din două grupări hidroxil și un atom de magneziu. Formula sa chimică este Mg(OH)2. 

## Obținere
Hidroxidul de magneziu se obține prin reacția dintre oxidul de magneziu și apă, după reacția:
MgO + H2O → Mg(OH)2
Sau din reacția Magneziului cu apa, dar aceasta poate fi declanșată doar prin încălzire, conform ecuației:

Mg + 2H₂O → Mg(OH)₂ + H₂↑
1. ↑  „Hidroxid de magneziu”, 1309-42-8 (în engleză), PubChem, accesat în 18 noiembrie 2016